# Олег Олжич
Оле́г О́лжич (рождено име Олег Олександрович Кандиба; 1907, Житомир – 1944, концлагерЗаксенхаузен) е украински поет, археолог и политически деец. Син на известния украинския поет и писател Олександр Олес.
Бил е председател на културно-просветната референтура на Ръководството на украинските националисти (РУН) (1937) и Революционния Трибунал на ОУН (1939–1941). Заместник на председателя на РУН и председател на РУН на украинска територия (от 05.1942), Председател на РУН на ОУН (01.1944—†10.06.1944).

## Биография
Роден в град Житомир на 21 юли (по ст.ст.) (8 юли по н.ст.) 1907.
Баща – известният украински поет и писател Олександър Иванович Кандиба (псевдоним Олександър Олес), майка – Вира Антонивна Свадковска, гимназиална учителка.
Семейството е живяло заможно. Къщата, където са живеели в Киев през 1912–1919 е оцеляла, но е в аварийно състояние.

### Обучение и научна дейност
През 1919–1922 се обучава в трудово училище в Пуща Водиця (близо до Киев, но успява да завърши средното си образование едва в Прага. В края на 1922 той заедно с майка си напуска Украйна и заминава за Берлин, където на 3 януари 1923 година най-накрая се среща с баща си, който през февруари 1919 година е бил принуден да емигрира в Австрия.
През 1923 година семейство Кандиба се премества в Прага.
Олег Кандиба постъпва на платени матурни курсове при Украинския обществен комитет в Прага, които завършва на 11 декември с отличие. това му дава възможност безплатно да се запише като слушател в което и да е висше учебно заведение.
Олег се записва като слушател в литературно-историческия отдел на Украинския висш педагогически институт „Драгоманов“ в Прага. Този институт е бил основан през лятото на 1923 година от Украинския обществен комитет и в него са приемали всички желаещи. Не са се съхранили документи от обучението на Олжич там. Едновременно младежът се записва на лекции в Украинския свободен университет (УСУ). По непотвърдени данни сред основателите на университета е бил и неговият баща Олександър Олес (Кандиба). Документите на студента Кандиба не са се съхранили, но са останали спомени на неговите преподаватели и колеги. Л. Винар е открил конспектите на О. Олжич от лекциите по археология при проф. Вадим Щербакивский. По същото време Олжич се записва като слушател и във философския факултет на Карлов университет в Прага. През лятото на 1926 година, след допълнителен изпит по латински той става редовен студент в университета. Още като студент през 1928 получава грант от Научното дружество „Тарас Шевченко“ (НДШ) в Лвов за експедиция в Билче Золота.
Член на Пласт (украинска скаутска организация) в Прага.
Л.Винар разделя научната дейност на О. Олжич на такива периоди:
- I. От 1925–1930 – години на обучение и археологически разкопки в Чехословакия и Западна Украйна.
- II. От 1931–1940 – период на интензивна научна и академично-педагогическа дейност на О. Кандиба, през този период се появяват неговите основни научни работи на различни езици в различни научни издания, няколко години сътрудничи с Харвардски университет и Украинския свободен университет. През този период Олжич се опитва да организира Украински научен институт в САЩ.
- III. От 1941 до май 1944 – период, през който Олжич не се занимава основно с научна работа. През този период О. Кандиба е член на Археологическата комисия при НДШ (1941–1944) с председател Я. Пастернак. Кандиба живее нелегално, но все едно събира исторически и фолклорни източници, сътрудничи с украински учени от западна и източна Украйна.

През есента на 1930 г. защитава дисертация на тема „Неолитна рисувана керамика в Галичина“ и получава званието доктор по философия.
От октомври 1930 до май 1932 г. е асистент в катедрата по археология на УСУ. Работи в археологическия отдел на Националния музей на Чехословакия. през февруари 1931 година О. Кандиба получава от Славянския институт в Прага (Slovansky ustav) научна стипендия в размер на две хиляди чешки крони за пътуване в Германия и Австрия за събиране на материали за неговите по-нататъшни изследвания на културата на неолитната керамика. Междинните резултати от неговите научни изследвания се печатат в чешкото списание „Предисторически обзор“ и в серийното историческо издание „Археологически забележителности“. През юни 1932 година провежда спасителни разкопки на четири костни погребения от ранната бронзова ера в Кобилиси до Прага. През този период той активно популяризира археологията в пражки и лвовски масови издания.
През лятото на 1932 година взима участие в американска археологическа експедиция в Югославия. През есента на 1932 година О. Кандиба взима участие в археологическите разкопки на пещера Домика в Словакия, които провежда д-р Й. Бьом (J. Böhm) от чешкия Държавен археологически институт.
Известно време работи в музеите във Виена и Берлин.
От лятото на 1932 г., благодарение на протекцията на доктор Владимир Фавкс (Vladimir Fawkes), който през 1932 г. защитава дисертация в Прага и е първият директор на американската школа за доисторически изследвания (АШДИ). Кандиба взима участие в работа на 12-ия полеви семестър на тази школа. Там в продължение на 3-4 седмици той запознава американските студенти с особеностите на провеждането на разкопки и културата на различни региони на Европа през епохата на неолита. Тази работа е била добре платена (около 1000 долара за сезон). Кандиба участва в ежегодните летни експедиции на студентите от АШДИ до 1938 година.
През 1938 г. по поръчение на Ръководството на ОУН Олег Кандиба заминава за САШ в състава на делегация заедно с Виктор Курманович, Ярослав Барановский, Роман Сушко. Целта на неговата визита е организация на Украински научен институт в Америка (УНИА). Но УНИА така и не бил създаден. Основателите (професорът в университета в Минеаполис О.А.Неприцький—Грановський и ръководителят на ОУН Олег Кандиба) не успяват да съгласуват необходимите документи, преди всичко – статута на новия университет. Кандиба подготвя и публикува статия по археология в сборник с научни работи под егидата на несъществуващия УНИА. Сборникът излиза през 1939 г. Статията в сборника е последната научна работа на Кандиба преди смъртта му.
Диапазонът на научната дейност на О.Кандиба обхваща археология, история, история на изкуствата, етнография, литература.
От началото на 30-е О. Кандиба се изявява като поет. Сътрудничи с ред лвовски периодични издания като „Литературно-научен вестник“, „Вестник“, „Хоризонти“ и няколко пражки издания.

### Дейност в редиците наОУН
Още като съвсем млад Олег Кандиба става участник в украинското националистично движение. През 1929 г. става член на Организацията на украинските националисти. Изпълнява ред отговорни задачи на Ръководството на украинските националисти (РУН), и лично на Коновалец Евген. През 1937 г. става председател на културно-просветната референтура на Ръководството на ОУН.
В края на 1930-е години е редактор на списанието „Независимо мнение“, което впоследствие става орган на РУН. През 1938–1939 година взима активно участие в дейността кратко просъществувалата Карпатска Украйна— в нейната въоръжена борба срещу унгарските окупанти. Арестуван е от войници на унгарската армия и прекарва три дена в затвора на Тячив. След писмо на унгарски учени в защита на Кандиба унгарското правителство заповядва той да бъде освободен заедно с украинския писател Улас Самчук. В периода 1939–1941 г. е председател на Революционния трибунал на ОУН, член на Ръководството на украинските националисти.
В началото на съветско-немската война – 1941–1945 г. се премества в Киев заедно с Буковинския курен (полувоенна организация при ОУН), взима участие във формирането на местната администрация и полиция. През 1941–1942 О. Кандиба живее в Киев, създава нелегална мрежа на ОУН в Украйна. През октомври 1941 О. Кандиба става един от организаторите на политико-обществения център Украински Национален съвет в Киев.
След началото на хитлеристките репресии против украинските националисти Кандиба се премества в Лвов. През май 1942 Почаевската конференция на ОУН избира Олег Кандиба за заместник-председател на РУН и председател на Ръководството на украинска територия. През януари 1944 г. след ареста на Мелник Андрей той става Председател на РУН ОУН.
На 2 август 1943 г. в село Яблинка-Вижня до град Турка той се оженва за дъщерята на литературознавеца Л. Билецкий Катерина (Калина), но техният брак е много кратък. Вече след неговата смърт се ражда му синът му Олег.
На 25 май 1944 г. е арестуван от гестапо в Лвов. Изпратен е в затвора в Целенбау в отделен блок за особено важни затворници на територията на концентрационния лагер Заксенхаузен. Загива по времето на поредния разпит през нощта на 9 срещу 10 юни 1944 г. по време на изтезанията на гестаповската тройка (Волф, Вирзинг, Шулц).
Олег Кандиба е автор на поетическите сборници „Речен камък“ (1935), „Кули“ (1940) и посмъртно издадения „Под замъка“ (1946), сборници, издадени след смъртта му – „Поезия“ (1956) и „Величество“ (1969), ред работи по археология, сред които „Schipeniz-Kunst und Gerete eines neolitisches Dorfes“ (1937).

## Честване на паметта
Олег Ольжич оказва голямо влияние върху литературата на украинската диаспора. Олекса Стефанович му посвещава няколко стихотворения.
За Олег Олжич е заснет пълнометражен двусериен художествено-документален филм-трилогия по сценарий на Леонид Череватенко, режисьор Микулский Аркадий.
През 1994 г. в Киев е открита научна библиотека „Олег Олжич“.
През 2007 г. е открита Областна универсална научна библиотека „Олег Олжич“ в г. Житомир.